# 101
Het jaar 101 is het 1e jaar in de 2e eeuw volgens de christelijke jaartelling.

## Gebeurtenissen

### Balkan
- Eerste Dacische Oorlog: Keizer Trajanus steekt met een Romeins expeditieleger (11 legioenen) de Donau over en valt Dacië binnen. In de Tweede Slag bij Tapae wordt koning Decebalus in de verdediging gedwongen, de Romeinen trekken door het gebied naar de Dacische forten van het Orăștiegebergte.

## Geboren
- Herodes Atticus, Grieks redenaar en retoricus (overleden 177)

## Overleden
- Johannes, apostel en prediker van het christendom